# 3 août aux Jeux olympiques d'été de 2012
Le vendredi 3 août aux Jeux olympiques d'été de 2012 est le dixième jour de compétition.

## Programme
| Heure UTC+1 (Londres)                         |               |
| bleu                                          | Cérémonie     |
| neutre                                        | Épreuve       |
| or                                            | Finale        |
| orange                                        | Petite finale |
| rose                                          | Reporté       |
| gris                                          | Annulé        |
| Compétition masculine                         | Hommes        |
| Compétition féminine                          | Femmes        |
| Compétition mixte (hommes et femmes mélangés) | Mixte         |
| Compétition en couple (1 homme et 1 femme)    | Couple        |
| modifier                                      |               |

| Horaire   | Discipline Spécialité | Discipline Spécialité                    | Discipline Spécialité                         | Phase                       | Résultats                                                                   | Références |
| --------- | --------------------- | ---------------------------------------- | --------------------------------------------- | --------------------------- | --------------------------------------------------------------------------- | ---------- |
| 8 h 30    |                       | Hockey sur gazon Tournoi masculin        | Compétition hommes                            | Phase de poule Groupe A     | Australie 2 - 2 Argentine                                                   | [ 1 ]      |
| 9 h       |                       | Badminton Double mixte                   | Compétition mixte (hommes et femmes ensemble) | Petite finale               | Danemark 2 - 0 Indonésie                                                    | [ 2 ]      |
| 9 h       |                       | Badminton Simple                         | Compétition femmes                            | Demi-finales                | -                                                                           | -          |
| 9 h       |                       | Basket-ball Tournoi féminin              | Compétition femmes                            | Premier tour Groupe A       | Angola 56 - 75 Croatie                                                      | [ 3 ]      |
| 9 h       |                       | Beach-volley Tournoi féminin             | Compétition femmes                            | 8e de finale                | -                                                                           | -          |
| 9 h       |                       | Tir Carabine à 50 m tir couché           | Compétition hommes                            | Qualifications              | -                                                                           | -          |
| 9 h       |                       | Tir à l'arc Individuel                   | Compétition hommes                            | 8e de finale                | -                                                                           | -          |
| 9 h 30    |                       | Aviron Skiff                             | Compétition hommes                            | Finale                      | Mahe Drysdale (NZL) · Ondřej Synek (CZE) · Alan Campbell (GBR)              | [ 4 ]      |
| 9 h 30    |                       | Handball Tournoi féminin                 | Compétition femmes                            | Tour Préliminaire Groupe A  | Angola 31 - 25 Grande-Bretagne                                              | [ 5 ]      |
| 9 h 30 *  |                       | Judo Plus de 78 kg                       | Compétition femmes                            | 16e de finale               | -                                                                           | -          |
| 9 h 30 *  |                       | Judo Plus de 100 kg                      | Compétition hommes                            | 32e de finale               | -                                                                           | -          |
| 9 h 30    |                       | Volley-ball Tournoi féminin              | Compétition femmes                            | Phase Préliminaire Groupe B | Brésil 3 - 2 Chine                                                          | [ 6 ]      |
| 9 h 32 *  |                       | Judo Plus de 100 kg                      | Compétition hommes                            | 16e de finale               | -                                                                           | -          |
| 9 h 33 *  |                       | Judo Plus de 78 kg                       | Compétition femmes                            | 8e de finale                | -                                                                           | -          |
| 9 h 34 *  |                       | Judo Plus de 100 kg                      | Compétition hommes                            | 8e de finale                | -                                                                           | -          |
| 9 h 35 *  |                       | Judo Plus de 78 kg                       | Compétition femmes                            | Quarts de finale            | -                                                                           | -          |
| 9 h 36 *  |                       | Judo Plus de 100 kg                      | Compétition hommes                            | Quarts de finale            | -                                                                           | -          |
| 10 h      |                       | Athlétisme Lancer du poids               | Compétition hommes                            | Qualification               | -                                                                           | -          |
| 10 h      |                       | Beach-volley Tournoi féminin             | Compétition femmes                            | 8e de finale                | -                                                                           | -          |
| 10 h      |                       | Haltérophilie - de 77 kg, Groupe B       | Compétition hommes                            | Compétition                 | -                                                                           | -          |
| 10 h      |                       | Natation 50 m nage libre                 | Compétition femmes                            | Séries                      | -                                                                           | -          |
| 10 h      |                       | Tennis de table Par équipes              | Compétition femmes                            | 1er tour                    | -                                                                           | -          |
| 10 h 5    |                       | Athlétisme Heptathlon                    | Compétition femmes                            | 110 m haies                 | -                                                                           | -          |
| 10 h 24   |                       | Natation 1 500 m nage libre              | Compétition hommes                            | Séries                      | -                                                                           | -          |
| 10 h 25   |                       | Athlétisme Triple saut                   | Compétition femmes                            | Qualification               | -                                                                           | -          |
| 10 h 30   |                       | Tir Pistolet à 25 m tir rapide           | Compétition hommes                            | Qualifications              | -                                                                           | -          |
| 10 h 40   |                       | Aviron Quatre de couple                  | Compétition hommes                            | Finale                      | Allemagne · Croatie · Australie                                             | [ 7 ]      |
| 10 h 40   |                       | Athlétisme 100 m                         | Compétition femmes                            | Préliminaire                | -                                                                           | -          |
| 10 h 45   |                       | Hockey sur gazon Tournoi masculin        | Compétition hommes                            | Phase de poule Groupe B     | Pays-Bas 5 - 1 Nouvelle-Zélande                                             | [ 8 ]      |
| 10 h 50   |                       | Aviron Deux sans barreur                 | Compétition hommes                            | Finales                     | Nouvelle-Zélande · France · Grande-Bretagne                                 | [ 9 ]      |
| 11 h      |                       | Aviron Deux de couple                    | Compétition femmes                            | Finales                     | Grande-Bretagne · Australie · Pologne                                       | [ 10 ]     |
| 11 h      |                       | Équitation Dressage individuel           | Compétition mixte (hommes et femmes ensemble) | Grand-Prix 2e jour          | -                                                                           | -          |
| 11 h      |                       | Équitation Dressage par équipes          | Compétition mixte (hommes et femmes ensemble) | Grand-Prix 2e jour          | -                                                                           | -          |
| 11 h 15   |                       | Athlétisme 400 m haies                   | Compétition hommes                            | 1er tour                    | -                                                                           | -          |
| 11 h 15   |                       | Athlétisme Heptathlon                    | Compétition femmes                            | Saut en hauteur             | -                                                                           | -          |
| 11 h 15   |                       | Basket-ball Tournoi féminin              | Compétition femmes                            | Premier tour Groupe B       | Russie 66 - 70 Australie                                                    | [ 11 ]     |
| 11 h 15   |                       | Handball Tournoi féminin                 | Compétition femmes                            | Tour Préliminaire Groupe B  | Corée du Sud 21 - 24 France                                                 | [ 12 ]     |
| 11 h 20   |                       | Athlétisme Lancer du marteau             | Compétition hommes                            | Qualification               | -                                                                           | -          |
| 11 h 30   |                       | Escrime Sabre par équipes                | Compétition hommes                            | Quarts de finale            | -                                                                           | -          |
| 11 h 30 * |                       | Tennis                                   | -                                             | Tours                       | -                                                                           | -          |
| 11 h 30   |                       | Volley-ball Tournoi féminin              | Compétition femmes                            | Phase Préliminaire Groupe A | Japon 1 - 3 Russie                                                          | [ 13 ]     |
| 11 h 35   |                       | Natation Relais 4 × 100 m 4 nages        | Compétition femmes                            | Séries                      | -                                                                           | -          |
| 11 h 49   |                       | Natation Relais 4 × 100 m 4 nages        | Compétition hommes                            | Séries                      | -                                                                           | -          |
| 12 h      |                       | Athlétisme 400 m                         | Compétition femmes                            | 1er tour                    | -                                                                           | -          |
| 12 h      |                       | Football Tournoi féminin                 | Compétition femmes                            | Quart de finale             | Suède 1 - 2 France                                                          | [ 14 ]     |
| 12 h      |                       | Tir Carabine à 50 m tir couché           | Compétition hommes                            | Finale                      | Sergei Martynov (BLR) · Lionel Cox (BEL) · Rajmond Debevec (SLO)            | [ 15 ]     |
| 12 h      |                       | Voile 470                                | Compétition femmes                            | Course 1                    | -                                                                           | -          |
| 12 h      |                       | Voile Finn                               | Compétition hommes                            | Course 9                    | -                                                                           | -          |
| 12 h      |                       | Voile Laser                              | Compétition hommes                            | Course 7                    | -                                                                           | -          |
| 12 h 5    |                       | Voile 470                                | Compétition hommes                            | Course 3                    | -                                                                           | -          |
| 12 h 5    |                       | Voile Star                               | Compétition hommes                            | Course 9                    | -                                                                           | -          |
| 12 h 30   |                       | Escrime Sabre par équipes                | Compétition hommes                            | Demi-finales                | -                                                                           | -          |
| 12 h 30   |                       | Haltérophilie - de 75 kg, Groupe B       | Compétition femmes                            | Compétition                 | -                                                                           | -          |
| 13 h      |                       | Athlétisme 3 000 m steeple               | Compétition hommes                            | 1er tour                    | -                                                                           | -          |
| 13 h      |                       | Beach-volley Tournoi masculin            | Compétition hommes                            | 8e de finale                | -                                                                           | -          |
| 13 h 15 * |                       | Voile 470                                | Compétition femmes                            | Course 2                    | -                                                                           | -          |
| 13 h 15 * |                       | Voile Finn                               | Compétition hommes                            | Course 10                   | -                                                                           | -          |
| 13 h 20 * |                       | Voile 470                                | Compétition hommes                            | Course 4                    | -                                                                           | -          |
| 13 h 20 * |                       | Voile Star                               | Compétition hommes                            | Course 10                   | -                                                                           | -          |
| 13 h 30   |                       | Badminton Double mixte                   | Compétition mixte (hommes et femmes ensemble) | Finale                      | Chine 2 - 0 Chine                                                           | [ 16 ]     |
| 13 h 30   |                       | Badminton Simple                         | Compétition hommes                            | Demi-finales                | -                                                                           | -          |
| 13 h 30 * |                       | Boxe Poids mouches (-52 kg)              | Compétition hommes                            | 8e de finale                | -                                                                           | -          |
| 13 h 30   |                       | Voile 49er                               | Compétition hommes                            | Course 9                    | -                                                                           | -          |
| 13 h 30   |                       | Voile Laser                              | Compétition hommes                            | Course 8                    | -                                                                           | -          |
| 13 h 35   |                       | Voile Laser Radial                       | Compétition femmes                            | Course 7                    | -                                                                           | -          |
| 13 h 45   |                       | Hockey sur gazon Tournoi masculin        | Compétition hommes                            | Phase de poule Groupe B     | Allemagne 5 - 2 Inde                                                        | [ 17 ]     |
| 14 h      |                       | Beach-volley Tournoi masculin            | Compétition hommes                            | 8e de finale                | -                                                                           | -          |
| 14 h *    |                       | Judo Plus de 78 kg                       | Compétition femmes                            | Demi-finales                | -                                                                           | -          |
| 14 h      |                       | Tir à l'arc Individuel                   | Compétition hommes                            | Quarts de finale            | -                                                                           | -          |
| 14 h      |                       | Trampoline Individuel                    | Compétition hommes                            | Qualification               | -                                                                           | -          |
| 14 h 1 *  |                       | Judo Plus de 78 kg                       | Compétition femmes                            | Petite finale 1             | Iryna Kindzerska (UKR) 011 - 020 Karina Bryant (GBR)                        | [ 18 ]     |
| 14 h 1 *  |                       | Judo Plus de 78 kg                       | Compétition femmes                            | Petite finale 2             | Maria Suellen Altheman (BRA) 0001 - 100 Tong Wen (CHN)                      | [ 19 ]     |
| 14 h 2 *  |                       | Judo Plus de 100 kg                      | Compétition hommes                            | Demi-finales                | -                                                                           | -          |
| 14 h 3 *  |                       | Judo Plus de 100 kg                      | Compétition hommes                            | Petite finale 1             | Ihar Makarau (BLR) 0001 - 100 Andreas Tölzer (GER)                          | [ 20 ]     |
| 14 h 3 *  |                       | Judo Plus de 100 kg                      | Compétition hommes                            | Petite finale 2             | Rafael Silva (BRA) 0011 - 0002 Kim Sung-Min (KOR)                           | [ 21 ]     |
| 14 h 10   |                       | Water-polo Tournoi féminin               | Compétition femmes                            | Phase préliminaire Groupe A | Espagne 13 - 11 Hongrie                                                     | [ 22 ]     |
| 14 h 15 * |                       | Voile 49er                               | Compétition hommes                            | Course 10                   | -                                                                           | -          |
| 14 h 30   |                       | Basket-ball Tournoi féminin              | Compétition femmes                            | Premier tour Groupe B       | Brésil 73 - 79 Canada                                                       | [ 23 ]     |
| 14 h 30 * |                       | Boxe Poids welters (-69 kg)              | Compétition hommes                            | 8e de finale                | -                                                                           | -          |
| 14 h 30   |                       | Escrime Sabre par équipes                | Compétition hommes                            | Placement 7e et 8e places   | États-Unis 35 - 45 Biélorussie                                              | [ 24 ]     |
| 14 h 30   |                       | Escrime Sabre par équipes                | Compétition hommes                            | Placement 5e et 6e places   | Chine 30 - 45 Allemagne                                                     | [ 25 ]     |
| 14 h 30   |                       | Football Tournoi féminin                 | Compétition femmes                            | Quart de finale             | États-Unis 2 - 0 Nouvelle-Zélande                                           | [ 26 ]     |
| 14 h 30   |                       | Handball Tournoi féminin                 | Compétition femmes                            | Tour Préliminaire Groupe A  | Croatie 27 - 26 Monténégro                                                  | [ 27 ]     |
| 14 h 30   |                       | Plongeon Tremplin à 3 mètres             | Compétition femmes                            | Éliminatoires               | -                                                                           | -          |
| 14 h 30   |                       | Tennis de table Par équipes              | Compétition femmes                            | 1er tour                    | -                                                                           | -          |
| 14 h 30   |                       | Tir Pistolet à 25 m tir rapide           | Compétition hommes                            | Finale                      | Leuris Pupo (CUB) · Vijay Kumar (IND) · Ding Feng (CHN)                     | [ 28 ]     |
| 14 h 45   |                       | Volley-ball Tournoi féminin              | Compétition femmes                            | Phase Préliminaire Groupe B | Turquie 3 - 2 Corée du Sud                                                  | [ 29 ]     |
| 14 h 50 * |                       | Voile Laser Radial                       | Compétition femmes                            | Course 8                    | -                                                                           | -          |
| 14 h 52   |                       | Tir à l'arc Individuel                   | Compétition hommes                            | Demi-finales                | -                                                                           | -          |
| 15 h *    |                       | Voile 49er                               | Compétition hommes                            | Course 11                   | -                                                                           | -          |
| 15 h 21   |                       | Tir à l'arc Individuel                   | Compétition hommes                            | Petite finale               | Rick van der Ven (NED) 5 - 6 Dai Xiaoxiang (CHN)                            | [ 30 ]     |
| 15 h 26   |                       | Trampoline Individuel                    | Compétition hommes                            | Finale                      | Dong Dong (CHN) · Dmitry Ushakov (RUS) · Lu Chunlong (CHN)                  | [ 31 ]     |
| 15 h 30   |                       | Haltérophilie - de 75 kg, Groupe A       | Compétition femmes                            | Finale                      | Svetlana Podobedova (KAZ) · Natalia Zabolotnaya (RUS) · Iryna Kulesha (BLR) | [ 32 ]     |
| 15 h 30   |                       | Water-polo Tournoi féminin               | Compétition femmes                            | Phase préliminaire Groupe B | Russie 8 - 11 Australie                                                     | [ 33 ]     |
| 15 h 37   |                       | Tir à l'arc Individuel                   | Compétition hommes                            | Finale                      | Takaharu Furukawa (JPN) 1 - 7 Oh Jin-Hyek (KOR)                             | [ 34 ]     |
| 16 h      |                       | Cyclisme sur piste Keirin                | Compétition femmes                            | 1er tour                    | -                                                                           | -          |
| 16 h      |                       | Hockey sur gazon Tournoi masculin        | Compétition hommes                            | Phase de poule Groupe A     | Grande-Bretagne 4 - 1 Pakistan                                              | [ 35 ]     |
| 16 h *    |                       | Judo Plus de 78 kg                       | Compétition femmes                            | Finale                      | Idalys Ortiz (CUB) 000 - 0001 Mika Sugimoto (JPN)                           | [ 36 ]     |
| 16 h 10 * |                       | Judo Plus de 100 kg                      | Compétition hommes                            | Finale                      | Teddy Riner (FRA) 0101 - 0003 Alexander Mikhaylin (RUS)                     | [ 37 ]     |
| 16 h 15   |                       | Handball Tournoi féminin                 | Compétition femmes                            | Tour Préliminaire Groupe A  | Russie 31 - 27 Brésil                                                       | [ 38 ]     |
| 16 h 18   |                       | Cyclisme sur piste Poursuite par équipes | Compétition hommes                            | 1er tour                    | -                                                                           | -          |
| 16 h 43   |                       | Cyclisme sur piste Keirin                | Compétition femmes                            | Repêchage                   | -                                                                           | -          |
| 16 h 45   |                       | Basket-ball Tournoi féminin              | Compétition femmes                            | Premier tour Groupe A       | Turquie 82 - 55 Chine                                                       | [ 39 ]     |
| 16 h 45   |                       | Volley-ball Tournoi féminin              | Compétition femmes                            | Phase Préliminaire Groupe A | Grande-Bretagne 0 - 3 République dominicaine                                | [ 40 ]     |
| 16 h 56   |                       | Cyclisme sur piste Poursuite par équipes | Compétition hommes                            | Qualifications              | -                                                                           | -          |
| 17 h      |                       | Beach-volley Tournoi féminin             | Compétition femmes                            | 8e de finale                | -                                                                           | -          |
| 17 h      |                       | Football Tournoi féminin                 | Compétition femmes                            | Quart de finale             | Brésil 0 - 2 Japon                                                          | [ 41 ]     |
| 17 h 46   |                       | Cyclisme sur piste Keirin                | Compétition femmes                            | 2e tour                     | -                                                                           | -          |
| 17 h 59   |                       | Cyclisme sur piste Poursuite par équipes | Compétition hommes                            | Finales                     | Grande-Bretagne · Australie · Nouvelle-Zélande                              | [ 42 ]     |
| 18 h      |                       | Beach-volley Tournoi féminin             | Compétition femmes                            | 8e de finale                | -                                                                           | -          |
| 18 h      |                       | Escrime Sabre par équipes                | Compétition hommes                            | Petite finale               | Russie 40 - 45 Italie                                                       | [ 43 ]     |
| 18 h 20   |                       | Water-polo Tournoi féminin               | Compétition femmes                            | Phase préliminaire Groupe B | Grande-Bretagne 5 - 10 Italie                                               | [ 44 ]     |
| 18 h 38   |                       | Cyclisme sur piste Keirin                | Compétition femmes                            | Finales                     | Victoria Pendleton (GBR) · Guo Shuang · Lee Wai Sze (HKG)                   | [ 45 ]     |
| 18 h 45   |                       | Escrime Sabre par équipes                | Compétition hommes                            | Finale                      | Roumanie 26 - 45 Corée du Sud                                               | [ 46 ]     |
| 19 h      |                       | Athlétisme Heptathlon                    | Compétition femmes                            | Lancer du poids             | -                                                                           | -          |
| 19 h      |                       | Haltérophilie - de 85 kg, Groupe A       | Compétition hommes                            | Finale                      | Adrian Zieliński (POL) · Apti Aukhadov (RUS) · Kianoush Rostami (IRI)       | [ 47 ]     |
| 19 h      |                       | Hockey sur gazon Tournoi masculin        | Compétition hommes                            | Phase de poule Groupe A     | Afrique du Sud 2 - 3 Espagne                                                | [ 48 ]     |
| 19 h      |                       | Tennis de table Par équipes              | Compétition hommes                            | 1er tour                    | -                                                                           | -          |
| 19 h 5    |                       | Athlétisme 100 m                         | Compétition femmes                            | 1er tour                    | -                                                                           | -          |
| 19 h 10   |                       | Athlétisme Lancer du disque              | Compétition femmes                            | Qualification               | -                                                                           | -          |
| 19 h 30   |                       | Football Tournoi féminin                 | Compétition femmes                            | Quart de finale             | Grande-Bretagne 0 - 2 Canada                                                | [ 49 ]     |
| 19 h 30   |                       | Handball Tournoi féminin                 | Compétition femmes                            | Tour Préliminaire Groupe B  | Espagne 25 - 24 Suède                                                       | [ 50 ]     |
| 19 h 30   |                       | Natation 200 m dos                       | Compétition femmes                            | Finale                      | Missy Franklin (USA) · Anastasia Zueva (RUS) · Elizabeth Beisel (USA)       | [ 51 ]     |
| 19 h 38   |                       | Natation 100 m papillon                  | Compétition hommes                            | Finale                      | Michael Phelps (USA) · Chad le Clos (RSA) et Evgeny Korotyshkin (RUS)       | [ 52 ]     |
| 19 h 40   |                       | Water-polo Tournoi féminin               | Compétition femmes                            | Phase préliminaire Groupe A | Chine 6 - 7 États-Unis                                                      | [ 53 ]     |
| 19 h 45   |                       | Natation 800 m nage libre                | Compétition femmes                            | Finale                      | Katie Ledecky (USA) · Mireia Belmonte (ESP) · Rebecca Adlington (GBR)       | [ 54 ]     |
| 19 h 50   |                       | Athlétisme Saut en longueur              | Compétition hommes                            | Qualification               | -                                                                           | -          |
| 20 h      |                       | Basket-ball Tournoi féminin              | Compétition femmes                            | Premier tour Groupe B       | France (AP) 80 - 77 Grande-Bretagne                                         | [ 55 ]     |
| 20 h      |                       | Natation 50 m nage libre                 | Compétition femmes                            | Demi-finales                | -                                                                           | -          |
| 20 h      |                       | Volley-ball Tournoi féminin              | Compétition femmes                            | Phase Préliminaire Groupe B | États-Unis 3 - 0 Serbie                                                     | [ 56 ]     |
| 20 h 5    |                       | Athlétisme 1500 m                        | Compétition hommes                            | 1er tour                    | -                                                                           | -          |
| 20 h 9    |                       | Natation 50 m nage libre                 | Compétition hommes                            | Finale                      | Florent Manaudou (FRA) · Cullen Jones (USA) · César Cielo (BRA)             | [ 57 ]     |
| 20 h 25   |                       | Natation 50 m nage libre                 | Compétition femmes                            | Demi-finales                | -                                                                           | -          |
| 20 h 30   |                       | Athlétisme Lancer du poids               | Compétition hommes                            | Finale                      | Tomasz Majewski (POL) · David Storl (GER) · Reese Hoffa (USA)               | [ 58 ]     |
| 20 h 30 * |                       | Boxe Poids mouches (-52 kg)              | Compétition hommes                            | 8e de finale                | -                                                                           | -          |
| 20 h 45   |                       | Athlétisme Heptathlon                    | Compétition femmes                            | 200 m                       | -                                                                           | -          |
| 21 h      |                       | Beach-volley Tournoi masculin            | Compétition hommes                            | 8e de finale                | -                                                                           | -          |
| 21 h 15   |                       | Handball Tournoi féminin                 | Compétition femmes                            | Tour Préliminaire Groupe B  | Danemark 23 - 24 Norvège                                                    | [ 59 ]     |
| 21 h 15   |                       | Hockey sur gazon Tournoi masculin        | Compétition hommes                            | Phase de poule Groupe B     | Belgique 2 - 1 Corée du Sud                                                 | [ 60 ]     |
| 21 h 25   |                       | Athlétisme 10 000 m                      | Compétition femmes                            | Finale                      | Tirunesh Dibaba (ETH) · Sally Kipyego (KEN) · Vivian Cheruiyot (KEN)        | [ 61 ]     |
| 21 h 30 * |                       | Boxe Poids welters (-69 kg)              | Compétition hommes                            | 8e de finale                | -                                                                           | -          |
| 22 h      |                       | Beach-volley Tournoi masculin            | Compétition hommes                            | 8e de finale                | -                                                                           | -          |
| 22 h      |                       | Volley-ball Tournoi féminin              | Compétition femmes                            | Phase Préliminaire Groupe A | Algérie 0 - 3 Italie                                                        | [ 62 ]     |
| 22 h 15   |                       | Basket-ball Tournoi féminin              | Compétition femmes                            | Premier tour Groupe A       | République tchèque 61 - 88 États-Unis                                       | [ 63 ]     |

* Date du début estimée

## Tableaux des médailles
- Pays organisateur (Royaume-Uni)

| Rang  | Nation             | Or | Argent | Bronze | Total |
| ----- | ------------------ | -- | ------ | ------ | ----- |
| 1     | États-Unis         | 3  | 1      | 2      | 6     |
| 2     | Grande-Bretagne    | 3  | 0      | 4      | 7     |
| 3     | Chine              | 2  | 2      | 4      | 8     |
| 4     | France             | 2  | 1      | 0      | 3     |
| 5     | Pologne            | 2  | 0      | 1      | 3     |
| 6     | Cuba               | 2  | 0      | 0      | 2     |
| 6     | Corée du Sud       | 2  | 0      | 0      | 2     |
| 8     | Australie          | 1  | 2      | 1      | 4     |
| 9     | Allemagne          | 1  | 1      | 1      | 3     |
| 10    | Biélorussie        | 1  | 0      | 1      | 2     |
| 10    | Nouvelle-Zélande   | 1  | 0      | 1      | 2     |
| 12    | Éthiopie           | 1  | 0      | 0      | 1     |
| 12    | Kazakhstan         | 1  | 0      | 0      | 1     |
| 14    | Russie             | 0  | 6      | 0      | 6     |
| 15    | Japon              | 0  | 2      | 0      | 2     |
| 16    | Kenya              | 0  | 1      | 1      | 2     |
| 17    | Belgique           | 0  | 1      | 0      | 1     |
| 17    | Croatie            | 0  | 1      | 0      | 1     |
| 17    | République tchèque | 0  | 1      | 0      | 1     |
| 17    | Espagne            | 0  | 1      | 0      | 1     |
| 17    | Inde               | 0  | 1      | 0      | 1     |
| 17    | Roumanie           | 0  | 1      | 0      | 1     |
| 17    | Afrique du Sud     | 0  | 1      | 0      | 1     |
| 24    | Brésil             | 0  | 0      | 2      | 2     |
| 25    | Danemark           | 0  | 0      | 1      | 1     |
| 25    | Hong Kong          | 0  | 0      | 1      | 1     |
| 25    | Iran               | 0  | 0      | 1      | 1     |
| 25    | Italie             | 0  | 0      | 1      | 1     |
| 25    | Slovénie           | 0  | 0      | 1      | 1     |
| Total | Total              | 22 | 23     | 23     | 68    |

| Rang  | Nation             | Or  | Argent | Bronze | Total |
| ----- | ------------------ | --- | ------ | ------ | ----- |
| 1     | États-Unis         | 21  | 10     | 12     | 43    |
| 2     | Chine              | 20  | 13     | 9      | 42    |
| 3     | Corée du Sud       | 9   | 2      | 5      | 16    |
| 4     | Grande-Bretagne    | 8   | 6      | 8      | 22    |
| 5     | France             | 8   | 5      | 6      | 19    |
| 6     | Allemagne          | 5   | 9      | 6      | 20    |
| 7     | Italie             | 4   | 5      | 3      | 12    |
| 8     | Corée du Nord      | 4   | 0      | 1      | 5     |
| 9     | Kazakhstan         | 4   | 0      | 0      | 4     |
| 10    | Russie             | 3   | 12     | 8      | 23    |
| 11    | Afrique du Sud     | 3   | 1      | 0      | 4     |
| 12    | Nouvelle-Zélande   | 3   | 0      | 3      | 6     |
| 13    | Japon              | 2   | 8      | 11     | 21    |
| 14    | Cuba               | 2   | 2      | 1      | 5     |
| 15    | Pays-Bas           | 2   | 1      | 3      | 6     |
| 16    | Hongrie            | 2   | 1      | 2      | 5     |
| 17    | Pologne            | 2   | 1      | 1      | 4     |
| 18    | Ukraine            | 2   | 0      | 4      | 6     |
| 19    | Australie          | 1   | 9      | 4      | 14    |
| 20    | Roumanie           | 1   | 4      | 2      | 7     |
| 21    | Brésil             | 1   | 1      | 4      | 6     |
| 22    | Biélorussie        | 1   | 1      | 2      | 4     |
| 23    | Slovénie           | 1   | 0      | 2      | 3     |
| 24    | Éthiopie           | 1   | 0      | 0      | 1     |
| 24    | Géorgie            | 1   | 0      | 0      | 1     |
| 24    | Lituanie           | 1   | 0      | 0      | 1     |
| 24    | Venezuela          | 1   | 0      | 0      | 1     |
| 28    | Mexique            | 0   | 3      | 1      | 4     |
| 29    | Canada             | 0   | 2      | 5      | 7     |
| 30    | Colombie           | 0   | 2      | 1      | 3     |
| 30    | Espagne            | 0   | 2      | 1      | 3     |
| 32    | République tchèque | 0   | 2      | 0      | 2     |
| 32    | Suède              | 0   | 2      | 0      | 2     |
| 34    | Danemark           | 0   | 1      | 2      | 3     |
| 35    | Belgique           | 0   | 1      | 1      | 2     |
| 35    | Kenya              | 0   | 1      | 1      | 2     |
| 35    | Indonésie          | 0   | 1      | 1      | 2     |
| 35    | Inde               | 0   | 1      | 1      | 2     |
| 35    | Mongolie           | 0   | 1      | 1      | 2     |
| 35    | Norvège            | 0   | 1      | 1      | 2     |
| 41    | Croatie            | 0   | 1      | 0      | 1     |
| 41    | Égypte             | 0   | 1      | 0      | 1     |
| 41    | Thaïlande          | 0   | 1      | 0      | 1     |
| 41    | Taipei chinois     | 0   | 1      | 0      | 1     |
| 45    | Slovaquie          | 0   | 0      | 3      | 3     |
| 46    | Azerbaïdjan        | 0   | 0      | 1      | 1     |
| 46    | Grèce              | 0   | 0      | 1      | 1     |
| 46    | Hong Kong          | 0   | 0      | 1      | 1     |
| 46    | Iran               | 0   | 0      | 1      | 1     |
| 46    | Moldavie           | 0   | 0      | 1      | 1     |
| 46    | Qatar              | 0   | 0      | 1      | 1     |
| 46    | Singapour          | 0   | 0      | 1      | 1     |
| 46    | Serbie             | 0   | 0      | 1      | 1     |
| 46    | Ouzbékistan        | 0   | 0      | 1      | 1     |
| Total | Total              | 113 | 115    | 125    | 353   |